# Specifično zakretanje
U kemiji, specifično zakretanje ([α]) je svojstvo kiralnog kemijskog spoja. Definira se kao mjera sposobnosti nekog kiralnog spoja da zakreće ravninu polariziranog monokromatskog svjetla.
Spojevi koji zakreću ravninu polariziranog svjetla u smjeru kazaljke na satu kaže se da su desnozakrečući te im odgovara vrijednost kuta s pozitivnim predznakom, dok se za spojeve koji zakreću ravninu polariziranog svjetla u smjeru suprotnom od kazaljke na satu kaže da su lijevozakrečući odgovaraju im negativne vrijednosti kuteva.  Ako je spoj u stanju zakretati ravninu polariziranog svjetla, kaže se da je              "optički aktivan".
Specifično zakretanje je intenzivno svojstvo, koje ga razlikuje od općenitijeg fenomena optičkog zakretanja ili optičke aktivnosti. Kao takva, opaženo zakretanje (α) uzorka spoja može se koristiti za kvantificiranje enantiomernog viška tog spoja, pod uvjetom da je poznato specifično zakretanje ([α]) za enantiomerno čisti spoj. 
Varijacija specifičnog zakretanja s valnom duljinom—fenomen poznat kao optička rotacijska disperzija—može se upotrijebiti za pronalaženje apsolutne konfiguracije molekule.

## Definicija
CRC Handbook of Chemistry and Physics definira specifičnu rotaciju kao:
Za optički aktivnu tvar, definiranu s [α]θλ = α/γl, gdje je α kut za koji otopina masene koncentracije γ i duljine puta l zakreće ravninu polariziranog svjetla. Ovdje je θ Celzijeva temperatura, a λ valna duljina svjetlosti na kojoj se provodi mjerenje.
Vrijednosti za specifično zakretanje iskazuje se u jedinicama deg·mL·g−1·dm−1, koje se obično skraćuju na samo stupnjeve, pri čemu se ostale komponente jedinice prešutno pretpostavljaju. Ove vrijednosti uvijek trebaju biti popraćene informacijama o temperaturi, otapalu i valnoj duljini svjetlosti koja se koristi, budući da sve te varijable mogu utjecati na specifično zakretanje. Kao što je gore navedeno, temperatura i valna duljina često se navode kao gornji i donji indeks, dok se otapalo navodi u zagradama ili se izostavlja ako se radi o vodi.

## Mjerenje
Optička aktivnost mjeri se instrumentom koji se zove polarimetar. Postoji linearni odnos između opaženog zakretanja i koncentracije optički aktivnog spoja u uzorku. Postoji nelinearni odnos između promatranog zakretanja i valne duljine korištene svjetlosti. Specifično zakretanje izračunava se pomoću jedne od dvije jednadžbe, ovisno o tome je li uzorak čista tvar koja se ispituje ili je tvar otopljena u nekom otopalu znači otopina.
| Ime spoja       | [α]D20 / deg ml g-1 dm-1 |
| --------------- | ------------------------ |
| Penicilin V     | +223                     |
| Progesteron     | +172                     |
| Testosteron     | +109                     |
| D-Sukroza       | +66,37                   |
| D-Glukoza       | +52,7                    |
| D-Laktoza       | +52,3                    |
| Kamfor          | +44,26                   |
| (S)-2-brombutan | +23,1                    |
| (R)-2-brombutan | -23,1                    |
| Kolesterol      | -31,5                    |
| D-Fruktoza      | -92                      |

### Za čiste tekućine
Koristi se ova jednadžba:
{\displaystyle [\alpha ]_{\lambda }^{T}={\frac {\alpha }{l\times \rho }}}
U ovoj jednadžbi, α (grčko slovo "alfa") je izmjerenao zakretanje u stupnjevima, l je duljina puta u decimetrima, a ρ (grčko slovo "rho") je gustoća tekućine u g/mL, za uzorak na temperaturi T (dana u stupnjevima Celzija) i valnoj duljini λ (u nanometrima). Ako je valna duljina korištene svjetlosti 589 nanometara (D-linija natrijevog spektra), koristi se simbol "D". Uvijek je zadan predznak rotacije (+ ili −).
{\displaystyle [\alpha ]_{D}^{20}=+6,2^{\circ }}

### Za otopine
Za otopine se koristi malo drugačija jednadžba:
{\displaystyle [\alpha ]_{\lambda }^{T}={\frac {\alpha }{l\times \gamma }}}
U ovoj jednadžbi, α (grčko slovo "alfa") je izmjereno zakretanje u stupnjevima, l je duljina puta u decimetrima, ɣ je masena koncentracija u g/mL, T je temperatura na kojoj je mjerenje obavljeno (u stupnjevima Celzijusa ), a λ je valna duljina u nanometrima.
Iz praktičnih i povijesnih razloga, koncentracije se često navode u jedinicama g/100 ml. U ovom slučaju potreban je korekcijski faktor u brojniku:
{\displaystyle [\alpha ]_{\lambda }^{T}={\frac {100\alpha }{l\times \gamma }}}
Kada koristite ovu jednadžbu, koncentracija i otapalo mogu se navesti u zagradama nakon zakretanja. Zakretanje je navedeno u stupnjevima i nisu navedene jedinice koncentracije (pretpostavlja se da je g/100 ml). Uvijek je zadan predznak rotacije (+ ili −). Ako je valna duljina korištene svjetlosti 589 nanometara (D-linija natrijevog spektra), koristi se simbol "D". Ako je temperatura izostavljena, pretpostavlja se da je standardna sobna temperatura (20 °C).
Na primjer, specifična rotacija spoja bi se u znanstvenoj literaturi opisala kao:
{\displaystyle [\alpha ]_{D}^{20}=+6,2^{\circ }(\gamma =1,00,EtOH)}

### Rad s malim i velikim rotacijama
Ako spoj ima vrlo veliko specifično zakretanje ili je uzorak vrlo koncentriran, stvarno zakretanje uzorka može biti veće od 180°, pa jedno mjerenje polarimetrom ne može otkriti kada se to dogodilo (na primjer, vrijednosti +270° i −90° se ne razlikuju, kao ni vrijednosti 361° i 1°). U tim slučajevima, mjerenje zakretanja pri nekoliko različitih koncentracija omogućuje određivanje prave vrijednosti. Druga bi metoda bila korištenje kraćih duljina puta za izvođenje mjerenja.
U slučajevima vrlo malih ili vrlo velikih kutova, također se može koristiti varijacija specifičnog zakretanja s valnom duljinom kako bi se olakšalo mjerenje. Promjena valne duljine je osobito korisna kada je kut mali. Mnogi polarimetri opremljeni su živinom žaruljom (uz natrijevu) za tu svrhu.

## Uporaba

### Enantiomerni višak
Ako je specifično zakretanje, [α]λ čistog kiralnog spoja poznato, moguće je koristiti opaženo specifično zakretanje, [α]opaženo za određivanje enantiomernog viška (ee), ili "optičke čistoće", uzorka spoja, pomoću formule:
{\displaystyle ee(\%)={\frac {\alpha _{1}}{\alpha _{\lambda }}}\times 100\%}
Gdje su α1 = [α]opaženo te αλ =  [α]λ
Na primjer, ako uzorak 2-brombutana izmjeren pod standardnim uvjetima ima opaženo specifično zakretanje od -9,2°, to znači da je neto učinak posljedica (9,2°/23,1°)(100%) = 40% R enantiomera. Ostatak uzorka je racemična smjesa enantiomera (30% R i 30% S), koja nema neto doprinos promatranom zakretanju. Enantiomerni višak je 40%; ukupna koncentracija R je 70%.
Međutim, u praksi je korisnost ove metode ograničena, budući da prisutnost malih količina visoko zakrečućih nečistoća može uvelike utjecati na zakretanje određenog uzorka. Štoviše, optička aktivnost spoja može biti nelinearno ovisna o njegovom enantiomernom višku zbog agregacije u otopini. Iz ovih razloga općenito se preferiraju druge metode određivanja enantiomernog omjera, kao što je plinska kromatografija ili HPLC s kiralnom kolonom.

### Apsolutna konfiguracija
Varijacija specifičnog zakretanja s valnom duljinom naziva se optička rotacijska disperzija (ORD). ORD se može koristiti u kombinaciji s računalnim metodama za određivanje apsolutne konfiguracije određenih spojeva.